# Spikovo
Spikovo (makedonsky: Спиково) je vesnice v Severní Makedonii. Nachází se v opštině Pehčevo ve Východním regionu.
V roce 1967 byla vesnice kompletně vysídlena. Přes půl století zde nikdo nežil, od roku 2014 se sem obyvatelé postupně vracejí.

## Historie
Na konci 19. století patřila vesnice k Osmanské říši. Podle bulharského etnografa a spisovatele Vasila Kančova zde v roce 1900 žilo 136 obyvatel, všichni makedonské národnosti a křesťanského vyznání.
Během 20. století byla vesnice součástí Jugoslávie, konkrétně Socialistické republiky Makedonie.